# Epitausa flagrans
Epitausa flagrans là một loài bướm đêm trong họ Erebidae.